# Clarensac
Clarensac este o comună în departamentul Gard din sudul Franței. În 2009 avea o populație de 3.752 de locuitori.

## Evoluția populației
| An        | 1975 | 1982  | 1990  | 1999  | 2006  | 2009  |
| --------- | ---- | ----- | ----- | ----- | ----- | ----- |
| Populație | 727  | 1.597 | 2.208 | 2.654 | 3.380 | 3.752 |